# 呂貝克自由市
53°52′11″N 10°41′11″E / 53.86972°N 10.68639°E
呂貝克漢薩自由市是存在於1226年至1937年之間的一個城邦，現在屬於石勒苏益格-荷尔斯泰因和梅克伦堡-前波美拉尼亚。
呂貝克是漢薩同盟城市之一，在14世紀時是漢薩同盟最具實力的城市。拿破崙入侵德國時，呂貝克自由市曾是法蘭西第一帝國的一部分。1813年後，呂貝克恢復了1811年之前的獨立地位。1937年納粹政府通過《大漢堡法案》擴大漢堡的轄區範圍之後，為了彌補石勒苏益格-荷尔斯泰因劃出部分轄區給漢堡的損失（也有說法指是希特勒為了報復呂貝克自由市禁止納粹黨在市內拉票），呂貝克自由市大部分被併入石勒苏益格-荷尔斯泰因。